# Вајала
Вајала (енгл. Whyalla) је град Аустралији у савезној држави Јужна Аустралија. Према попису из 2006. у граду је живело 21.122 становника.

## Становништво
Према попису, у граду је 2006. живело 21.122 становника.
| 1991.  | 1996.  | 2001.  | 2006.  |
| ------ | ------ | ------ | ------ |
| 25,739 | 23,382 | 21,271 | 21,122 |